# Јован V Палеолог
Јован V Палеолог (грч. Ἰωάννης Ε΄ Παλαιολόγος; Дидимотика, 18. јун 1332) је био византијски цар (1341—1376, 1379—1390, 1390—1391), син цара Андроника  (1328—1341) и царице Ане Савојске. Његову полувековну владавину обележили су унутрашњи сукоби, даље распадање централне власти у Византији, губитак великих територија, прелазак Османлија на Балканско полуострво заузимањем Галипоља 1354. године и њихова вазализација Византијског царства 1371. године. Био је ожењен Јеленом Кантакузин са којом је имао петоро деце, од којих су најзначајнији цареви Манојло  (савладар 1373—1391, цар 1391—1425) и Андроник  (цар 1376—1379) и деспот Теодор  (1382—1407).
Јован V постао је цар са осам година, што је резултирало грађанским ратом између његовог намесника Јована VI Кантакузина и ривалског већа предвођеног његовом мајком царицом Аном Савојском, која је заложила крунске драгуље Венецији како би прикупила средства. Јован Кантакузин је признат за цара 1347. године, што се поклопило са доласком Црне смрти. Убрзо након тога, избио је још један грађански рат 1352. године, када је цар Јован V тражио помоћ од Србије против сина цара Јована VI, Матије и његових регрутованих Турака Османлија. Турци су искористили хаос који је уследио да задобију своју прву европску територију на некадашњем византијском тлу.
Цар Јован V је преузео стварну власт 1354. године, уклонивши цара Јована VI и његовог сина цара - савладара Матију. Покушао је да добије подршку Запада за рат против Турака, што је резултирало његовим преобраћењем у католичанство 1369. године у присуству папе. Ови напори су били бескорисни, јер је због својих дугова био затворен у Венецији и на крају је био приморан да призна османску власт. Политичке интриге су наставиле да оптерећују његову касну владавину; цар Јован V је два пута збачен са престола, прво га је збацио његов син цар Андроник IV 1376. године, а затим његов унук цар Јован VII 1390. године. Умро је 1391. године, и наследио га је син Манојло II, док је његов млађи син Теодор I владао Морејском деспотовином.

## Деветогодишњи цар
Када је умро цар Андроник III Палеолог 15. јуна 1341. године, његов легални наследник Јован V Палеолог био је деветогодишњак и поставило се питање намесништва, а највероватнији кандидат за ово место био је Јован Кантакузин, један од најзначајнијих сарадника преминулог цара, којег су подржавали Зилоти, ревносне присталице православља, који су били против Уније са Западном католичком црквом и због тога нису хтели да намесница постане царица Ана, која је пре удаје била католичка принцеза као ћерка грофа Амадеа V од Савоје и грофице Марије од Брабанта . Противник оваквом решењу била је царица Ана Савојска и њене присталице. Када је мега доместик Јован Кантакузин отишао из Цариграда у Димотику, у којој су се окупљале његове присталице, проглашен је за узурпатора и издајника, а намесништво су узели царица-мајка Ана Савојска, патријарх Јован XIV Калекас и значајни дворски службеник Алексије Апокавк, који је првих дана октобра 1341. године почео да се обрачунава са присталицама Јована Кантакузина у престоници. Јован Кантакузин се прогласио за цара 26. октобра 1341. године у Димотици, Тракија. Већ, 19. новембра 1341. године у Цариграду малолетни Јован V проглашен је за цара, што је и био повод за почетак грађанског рата.

## Грађански рат
Први део његове владавине обележио је грађански рат око намесништва између његове мајке и њених присталица са једне и Јована Кантанузина (претендент 1341—1347, цар 1347—1354) који је, као близак пријатељ и сарадник цара Андроника III, такође полагао право на положај намесника. Рат је вођен са променљивом срећом и временом је прерастао у династички сукоб између Палеолога и Кантакузина за византијски трон. Почетком лета 1342. године Јован Кантакузин, приморан да бежи из Византије, долази у Србију код краља Стефана Душана са којим ступа у савез све до 1343. године када се краљ Душан окреће цару Јовану V, а Јован Кантакузин Турцима Селџуцима и емиру Умуру. После тога краљ Душан Немањић ратује за свој рачун углавном ка Албанији и Македонији, а византијска царица Ана Савоја Палеолог се обраћа за помоћ великим противницима Селџука — Османлијским Турцима и њиховом вођи султану Орхану I, кога касније Јован Кантакузин такође успева да приволи на своју страну те заузима целу Тракију 1345. године, Јован Кантакузин је учврстио савез са султаном Орханом I удавши своју ћерку Теодору за њега. Годину дана касније краљ Душан Силни, који је у међувремену заузео све западно од Христопоља (данашње Кавале) осим Солуна, прогласио се за цара, па се због тога и Јован Кантакузин у мају 1346. крунише за цара Византије, као цар Јован VI, улази у Цариград, преузима власт и постаје савладар са царем Јованом V. Рат се и поред привидне победе цара Јована VI Кантакузина 1347. године, ипак окончао 1354. године победом цара Јована V Палеолога који је ушао у Цариград и захтевао абдикацију цара Јована VI Кантакузина. Овај грађански рат је зарад личних интереса на мала врата увео Турке у Европу што је касније имало велики значај за даљи ток историје континента.

## Савладарство са царем Јованом VI Кантакузином
У периоду 1347-1354 цар Јован VI Кантакузин је владао заједно са царем Јованом V Палеологом. Између 1347. и 1349. године византијском територијом прошла је епидемија црне куге, а у међувремену је цар Јован VI Кантакузин изгубио велики део подршке у народу. После грађанског рата збачен је 1354. године, од цара Јована V Палеолога, који је одбио да дели своју власт са њим.
Победник 1347. године, цар Јован VI Кантакузин је владао као цар - савладар све док његовог сина цара - савладара Матију Кантакузина није напао цар Јован V 1352. године, што је довело до другог грађанског рата. Цар Јован V Палеолог је затражио помоћ од владара Србије цара Стефана Душана Силног, а цар Стефан Душан Немањић се обавезао пославши му у помоћ 4.000 српских коњаника. Цар - савладар Матија Кантакузин је замолио свог оца за помоћ, а 10.000 Турака Османлија појавило се код Димотике (Дидимотика) у октобру 1352. године и упустило у борбу са снагама српских савезника цара Јована V на отвореном пољу која је резултирала уништењем савезника и победом многобројнијих Турака у служби цара Јована VI Кантакузина .
Султан Орхан I је задржао савез са царем Јованом VI Кантакузином до краја његове владавине. Године 1352. Османска војска којом је командовао Орханов син Сулејман, коју је цар Јован VI Кантакузин позвао да подржи његовог сина цара - савладара Матију Кантакузина, показала се као одлучујућа за његову победу против цара Јована V код Једрена. Приликом повлачења, Сулејман је заузео тврђаву Цимпе на европској обали Дарданела. Цар Јован VI Кантакузин и султан Орхан I су водили преговоре за повратак тврђаве, али је 2. марта 1354. године, земљотрес уништио зидине Галипољске тврђаве и суседних градова, а Сулејман је искористио ситуацију да и њих заузме. У наредним месецима настављени су преговори за враћање тврђава за откуп, али је у децембру цар Јован VI Кантакузин абдицирао.
У могућности да поново заузме Константинопољ 1354. године, цар Јован V је уклонио и замонашио цара Јована VI Кантакузина; до 1357. године, свргнуо је и цара - савладара Матију, кога су Срби заробили а откупио га је цар Јован V.

## Самостална владавина
Жестоки међусобни ратови на крају су уништили византијску државу, док су турски плаћеници регрутовани од обе зараћене стране пљачкали и клали римско становништво. Турци Османлије су почели да се стално насељавају у некадашње византијске земље, а након што су у почетку заузели све азијске територије, прешли су у Тракију. Празна ризница приморала је цара Јована V да узима многе зајмове, посебно из Венеције. Био је први византијски цар који је путовао кроз краљевске дворове Европе да би обезбедио помоћ за своју земљу. Његови наследници ће наставити ову политику такође без много успеха.
Од средине 14. века све већа војна моћ Турака Османлија постала је реална претња не само за Цариград, већ и за друге балканске земље. Покушаји цара Јована V да закључи савез са суседним владарима Бугарске и Србије наишли су на неповерење. Цар је покушао да привуче и помоћ земаља западне Европе, али је захтев папе да призна црквену превласт Римокатоличке цркве над православном Византијом наишао на снажан отпор у Цариграду. Договор и прекид раскола никада није постигнут, а није пружена права помоћ.

### Владавина и порази
Године 1366, цар Јован V је стигао у Краљевину Угарску, стигавши у краљевски град Будим да се састане са угарским краљем Лајошем I. Међутим, византијски цар је увредио краља што је остао на коњу, док је краљ Лајош I сишао и пришао му пешке. Угарски монарх му је тада понудио помоћ под условом да се цар Јован V придружи Католичкој цркви, или бар постигне признање папине супремације од стране патријарха. Цар Јован V је напустио будимски двор празних руку и наставио пут по Европи тражећи помоћ против Османлија.
Османлије, које су биле у савезу са Кантакузинима, наставили су да притискају цара Јована V. Сулејман - паша, син османског султана Орхана I, предводио је њихове снаге у Европи и успео је да заузме Адријанопољ и Филипопољ и да од цара тражи данак. Цар Јован V је апеловао на Запад за помоћ, предлажући папи Урбану V 1367. године, да прекине раскол између византијске и латинске цркве потчињавањем патријаршије папиној супремацији. У октобру 1369. године, цар Јован V је, пропутовао кроз Напуљ и отишао је у Рим, формално је прешао у католичанство у базилици Светог Петра и признао папу као врховног поглавара Цркве. Није био у пратњи свештенства византијске цркве и тај потез није успео да оконча раскол. Постао је последњи византијски цар (први од посете цара Констанса II 663. године) који је посетио Рим.
Осиромашен ратом, био је заточен као дужник када је посетио Венецију 1369. године, на повратку из Рима, а касније је заробљен на повратку кроз бугарске територије. Године 1371. признао је врховну власт османског султана Мурата I. Султан Мурат I му је касније помагао против његовог сина цара Андроника IV када га је овај свргнуо 1376. године.

## Напредовање Османлија на Балканском полуострву и вазализација Византије
Иако је већ наредне године умро цар Стефан Душан Силни Немањић (краљ 1331 — 1346, цар 1346—1355), Византија изморена дуготрајним грађански ратовима није успела да искористи почетак распада Српског царства и била је само пасивни посматрач ширења османлијских поседа на Балканском полуострву. Цар Јован V је та напредовања покушао да сузбије предлагањем преговора о црквеној унији Папи, али та иницијатива није реализована. Његов следећи покушај било је покретање прве дипломатске мисије на Запад коју је лично предводио 1366. године у Краљевину Мађарску у покушају да краља Лајоша I Великог (1342—1382) наговори да покрене крсташки поход против Османлија. Међутим и овај покушај је остао без успеха, а сам цар је на повратку задржан у Видину, највероватније у координацији са његовим сином и царским намесником у то време Андроником (IV) који је исказивао аспирације да збаци оца са престола. Цар Јован V је уз помоћ рођака грофа Амадеа VI Савојског ослобођен и Византији су придодати неки поседи, али је то покренуло нову причу о склапању уније и цар Јован V је поново кренуо на Запад и у октобру 1369. године је прешао у католицизам, али није закључио црквену унију. Но сви његови покушаји да добије помоћ са Запада нису уродили плодом, а већ 26.09. 1371. године Османлије су у Маричкој бици потукле браћу Мрњавчевиће и постали су најмоћнија сила на полуострву, преузевши контролу над њиховим областима. Непосредно након тога, Византија, Видинска и Трновска Бугарска су постале османлијски вазали и обавезали су се на плаћање данка и слање помоћних војних одреда султану.

### Турско напредовање
Након абдикације цара Јована VI Кантакузина, османски владар султан Орхан I се више није сматрао везаним савезом са њим и започео је војну акцију против Византијског царства. Све до смрти 1357. године, његов син Сулејман је заузео Малгару, Ипсалу и Вису. У међувремену, султан Орхан I је помогао у неуспелом покушају цара - савладара Матије Кантакузина да заузме трон царства.
У лето 1357. године, Халила, једног од Орханових синова, случајно су ухватили грчки пирати и заточили га у Старој Фокеји. Ово примора султана Орхана I да потражи помоћ цара Јована V за његово ослобађање и помири се са њим. Следеће године цар Јован V је успео да откупи Халила и ожени га својом ћерком, надајући се да ће наследити султана Орхана I, али је мир између две земље убрзо прекинут. Године 1359. или 1361. султан Орхан I је заузео кључну византијску тврђаву у Тракији Дидимотику, која није успела да прими појачање из престонице, вероватно зато што су Османлије већ контролисале већи део источне Тракије.
У наредним годинама цар Јован V је покушавао да добије страну помоћ против Турака у Тракији. Године 1363. послао је патријарха Калиста I на преговоре са српским владарима, али је на путу умро. Године 1365. сам цар је отишао у Будим да тражи помоћ од угарског краља Лајоша I Великог, али га је у повратку заробио бугарски цар Јован Александар.

### Поход Амадеа Савојског
Године 1366. савојски гроф и рођак цара Јована V, Амадео VI Савојски, кренуо је у помоћ цару, коме се придружио и ђеновљански гувернер Лезбоса Франческо I Гатилузио. У почетку је флота од 50 бродова и 1.700 војника успела да оствари победу над Турцима, што је резултирало заузимањем велике тврђаве Галипоље и других малих утврђења, која су одмах предата Византији. Гроф Амадео VI се тада упутио ка Црном мору да изврши притисак на бугарског цара да ослободи цара Јована V. Заузети су Агатопољ, Созопољ, Скафида, Анхијал и Месемврија, након чега је опседао Одесу (данас Варна). Цар Јован Александар почиње мировне преговоре. Током опсаде Варне пале су две тврђаве: Козиак и Емона. Након што се цар Јован V вратио у Византију, две последње тврђаве су враћене Бугарској, а остале су остале под влашћу Византије, под влашћу престолонаследника Андроника IV Палеолога.
Године 1367.  гроф Амадео VI Савојски се враћа у своју домовину, а Османлије задржавају контролу над главним делом Источне Тракије. Године 1369. Османске трупе заузеле су кључну тврђаву Источне Тракије Адријанопољ (Једрене), а 26.09.1371. године, нанели су тежак пораз трупама српског деспота Јована Угљеше и његовог брата краља Вукашина Мрњавчевића у бици на Черномену.

### Вазал Турака
Године 1371. цар Јован V Палеолог је био принуђен да прихвати положај вазала турског султана Мурата I, и тада су под његовом влашћу били само Цариград, Солун, део Грчке и неколико црноморских тврђава. Године 1373. цар Јован V и султан Мурат I су водили заједничке војне операције против својих побуњених синова Андроника IV и Савџија и успели су да их победе. Године 1376. уз помоћ Ђеновљана и Османлија, Андроник IV успео је да побегне из затвора и преузме власт у Цариграду, затворивши свог оца, враћајући Галипоље Османлијама у замену за њихову помоћ.
Султан Мурат I је наставио да се активно меша у послове Царства. Године 1379. он је заједно са Млечанима помагао Јовану V против његовог сина цара Андроника IV и Ђеновљана и опседао Галату, као што је 1381. године, подржао два претендента за савладаре. Године 1390. Јован V је поново свргнут, овога пута од стране његовог унука цара Јована VII Палеолога, и поново враћен на престо уз помоћ турског султана.
Карактеристично је била чињеница да је Манојло син цара Јована V неколико пута држан као талац код Турака.
Године 1390. цар Јован V је започео поправку зидова око Златног рога у Константинопољу, користећи мермер из пропалих цркава широм града. То љути султана, који му прети ратом ако не престане. Цар Јован V је послушао, али почетком 1391. године умире цар Јован V.

## Путовање цара Јована V на запад
Млетачки посланик у Цариграду је 6. августа 1354. године јавио дужду Андрији Дандолу да су Византинци, угрожени од стране Турака и Ђеновљана, спремни да се покоре било којој сили: Млецима, Србима или Угрима. Турци су стајали на прагу Тракије. Цар Јован V Палеолог (1341–1391) је прибегао старом средству преговарања са Римом. Обећање црквене уније тактично средство коме је византијска политика прибегавала. После неуспеха Лионске уније (1274. године), настао је у преговорима са Римом застој који је трајао пуних 40 година. Цар Јован V је врло одлучно настојао да створи унију. Године 1355. послао је у Авињон писмо у коме моли папу да му пошаље галију и помоћну војску. Са своје стране је обећао да ће свој народ у току 6 месеци превести римској вероисповести. После неког времена мора је да јави папи да, због опозиције, није у стању да изведе обећано. После тога настао је дужи застој. Опозиција је заиста била јака. Византијска црква је појачавала своје позиције, док је византијска држава губила једну позицију за другом. Патријарх Калист I је лично отишао у Сер и тамо се састао са Душановом удовицом царицом Јеленом, али се изненада разболео и умро. Тада се цар опет вратио Авињону. Изгледало је да се на Западу врше озбиљне припреме за крсташки рат, и стварно у јесен 1365. године једна експедиција је кренула под вођством краља Петра Кипарског; она се међутим упутила према Египту. Онда цар пође у пролеће 1366. године лично у Угарску да потражи помоћ моћног краља Лајоша I. То је било први пут да византијски цар иде у иностранство не као војсковођа на челу трупа, већ као молилац туђе помоћи. Цар Јован V је кренуо натраг празних руку, а на повратку га је задесила нова несрећа: Бугари су га задржали у Видину. Андроник, који је био ожењен бугарском принцезом, није предузео ништа да ослободи свог оца. Изненадна интервенција грофа Амадеа VI Савојског спасила је цара. Гроф Амадео VI Савојски, његов брат од ујака, стигао је лета 1366. године у византијске воде са крсташком војском. Одузео је Турцима Галипоље, а затим је кренуо на Бугарску и приморао их је да ослободе цара и да предају Византији Месемврију и Созопољ, тако да су византијске позиције на западној обали Црног мора знатно ојачале. Међутим, и за грофа Амадеа VI Савојског идеја крстшког рата била је неодвојива од питања уније. Преговори о унији које је током 1367. године водио с византијским царем довели су до важног резултата, јер се цар Јован V решио да лично пође у Рим. Цар Јован V је августа 1369. године стигао у Рим. У његовој пратњи било је више угледних представника византијске државе, али ниједног представника византијске цркве. Византијска црква је тражила да се ради уклањања верских размимоилажења сазове верски сабор, а како је њено тражење одбачено, она се потпуно уздржала од даљих преговора. И док се цар Јован V у Риму одрекао вере својих предака, патријарх Филотеј, позивао је православне хришћане, не само у Византији већ и ван њених граница, да остану верни својој вери. Прелаз цара Јован V у римску веру, обављен је врло свечано у Риму октобра 1369. године. Црквена унија није закључена тако да се између грчке и римске цркве није ништа битно изменило. Царев боравак у Риму није ништа користио, јер су се све наде у помоћ са Запада опет изјаловиле. Цар Јован V се није одмах вратио у своју земљу већ је у пролеће 1370. године отпловио из Рима у Млетке, док је у Риму оставио монаха Јоасафа, бившег цара Јована VI Кантакузина да перговара о унији, јер је он био заговореник Уније.. Више није тражио војну помоћ већ новац. Његов дуги боравак у Млецима донео му је само разочарења и нова горка искуства. Цар Јован V је пристао да прода Млецима острво Тенедос, предмет њених давнашњих жеља, а Млеци су обећали да ће му за то вратити накит византијске крунске драгуље, које је његова мајка, царица Ана Палеолог, била заложила пре тридесетак година, да ће му дати шест неопремљених транспортних бродова и 25.000 дуката у готовини. Цару је на његово тражење био исплаћен аванс од 4.000 дуката. Његов син Андроник, који је управљао Царством у његовом одсуству одбио је да преда Тенедос, јер је исто толико као Млечане, привлачио и његове пријатеље Ђеновљане. Сада се цар Јован V нашао у безизлазној ситуацији. Андроник је одбио његов апел за хитну помоћ, под изговором да народ не дозвољава да се дира у црквена блага. Помоћ му је пружио његов други син Манојло. Он је из Солуна (којим је управљао) похитао у Млетке, поневши неке драгуље, и тако је ослободио оца. Цар Јован V се октобра 1371. године најзад вратио у Цариград.

## Побуне Андроника IV
Његов најстарији син Андроник IV је 1373. године, подигао побуну против оца, која је угушена, али је већ 1376. године, успео да новом побуном преузме власт. Међутим Јован V и његов млађи син и савладар Манојло (II) су већ 1379. године, уз помоћ Османлија, успели да поврате власт, али је једна од последица склапања мира била нова подела остатака Византије на, практично самосталне, удеоне деспотовине, цар Андроник IV је добио на управу Селимврију. У оквиру истог споразума, цар Манојло II је постављен за намесника Солуна. Град су од 1383. до 1387. године, опседали Турци, а цар Манојло II се показао као достојан бранилац. Те године грађани града су тражили да се предају непријатељу и избегну традиционална клања и пљачку. Згрожен овим кукавичлуком, цар - савладар Манојло II је напустио Солун и прешао је на Лемнос.  Андроник IV је 1385. године, поново подигао оружје на оца, али је још једном побеђен. Сам цар Јован V је том приликом тешко рањен, а сам Андроник IV је непосредно после тога у јуну исте године умро од последица рана задобијених у борби.

## Побуна Јована VII и последње године
Активности свог оца цара Андроника IV, наставио је његов син Јован (VII) (савладар 1376—1379, цар 1390) који је уз помоћ Бајазитових (1389—1402) Османлија успео да 1390. године, збаци деду са власти, али га је његов стриц и престолонаследник цар - савладар Манојло (II) крајем године сузбио и по четврти пут вратио цара Јована V на престо. Свестан Бајазитовог непријатељства према Византији, цар Јован V је отпочео са обнављањем Цариградских бедема и Златне капије, али је урађено морао да поруши пошто је султан Бајазит I запретио да ће убити његовог средњег сина цара Манојла (II) који је био његов талац. Претпоставља се да је ово понижење додатно потресло остарелог цара који је већ 16.02. 1391. године умро, највероватније од срчане капи.

## Монетарна производња
Цар Јован V је увео 1/2 хиперпира, 1/4 хиперпира и 1/16 хиперпира, све сребрне. Такође и бронзани стругови и бронзани стубови. Поред ових је секао сребрне василике, бронзане истамене и аспре. Тешку финансијску ситуацију открива и чињеница да није пресекао злато (целе) прекомерне ватре.
На 1/2 хиперпира приказана је његова биста и околни натписи ИΩ. ДЕЦПОТХЦ ТХЕ ПАЛАЕОЛОГИСТ / ΘВ ЦХАРИТИ БАСИЛЕВЦ РОМАИОН. На другој страни биста Господа Исуса Христа.
Ковнице новца су биле у Цариграду и Солуну.

## Порекло и породица
Јован је био син цара Андроника III и царице Ане Савојске, који су поред њега имали још троје деце.
Био је ожењен царицом Јеленом Кантакузин која је била ћерка цара Јована  Кантакузина (1341—1354) и царице Ирине Асен. Они су имали петоро деце.
| Име                                  | Живео           | Титула          | Владао                 |
| ------------------------------------ | --------------- | --------------- | ---------------------- |
| Андроник (IV)                          | 1348 — 1385.    | византијски цар | Византијом (1376—1379) |
| Манојло ()                           | 1350 — 1425.    | византијски цар | Византијом (1391—1425) |
| Михајло                              | —-->            | деспот          |                        |
| Теодор (I)                            | (око 1355—1407) | морејски деспот | Морејом (1382—1407)    |
| Ирина Палеолог (ћерка цара Јована V) | —-->            |                 |                        |

Потомство цара Јована V Палеолога и царице Јелене Кантакузин:
- Андроник IV Палеолог (2. април 1348 – 28. јун 1385) цар 1376 - 1379. године;
- Ирина Палеолог (око 1349 – после 1362), која се удала за свог блиског рођака Халил Бега, сина султана Орхана I и Јеленине сестре Теодоре Кантакузин. Пар је имао два сина, Гундуз Бега и Омер Бега.
- Манојло II Палеолог (27. јун 1350 – 21. јул 1425) наследио оца на престолу;
- Теодор I Палеолог, деспот Мореје (око 1355 – 24. јун 1407). Године 1404. његова ћерка се удала за Сулејмана Челебија, сина султана Бајазита I;
- Михаило Палеолог († 1376/1377), који је преузео престо Трапезунтског царства од цара Алексија III Великог Комнина;

Претпоставља се да је цар Јован V имао још неколико деце, није познато да ли се ради о легитимној или ванбрачној деци:
- Марија Палеологина, удата за султана Мурата I, сина султана Орхана I;
- Једна ћерка верена за краља Петра II од Кипра;
- Ћерка (име непознато) забележено је да је ушла у манастир 1373. године;
- Ћерка (име непознато) која се удала за султана Бајазита I, сина султана Мурата I;
- Ћерка (име непознато) која се удала за Јакуба Челебија, сина султана Мурата I.

Цар Јован V је имао и ванбрачну ћерку Зампију Палеолог, која се удала за званичника Иларија Дорија.

## Породично стабло
|  |                                                 |  |  |  |  |  |  |  |  |  |  |  |  |  |  |  |
|  | 16. Михајло VIII Палеолог                       |  |  |  |  |  |  |  |  |  |  |  |  |  |  |  |
|  |                                                 |  |  |  |  |  |  |  |  |  |  |  |  |  |  |  |
|  |                                                 |  |  |  |  |  |  |  |  |  |  |  |  |  |  |  |
|  | 8. Андроник II Палеолог                         |  |  |  |  |  |  |  |  |  |  |  |  |  |  |  |
|  |                                                 |  |  |  |  |  |  |  |  |  |  |  |  |  |  |  |
|  |                                                 |  |  |  |  |  |  |  |  |  |  |  |  |  |  |  |
|  | 17. Theodora Doukaina Vatatzina                 |  |  |  |  |  |  |  |  |  |  |  |  |  |  |  |
|  |                                                 |  |  |  |  |  |  |  |  |  |  |  |  |  |  |  |
|  |                                                 |  |  |  |  |  |  |  |  |  |  |  |  |  |  |  |
|  | 4. Михајло IX Палеолог                          |  |  |  |  |  |  |  |  |  |  |  |  |  |  |  |
|  |                                                 |  |  |  |  |  |  |  |  |  |  |  |  |  |  |  |
|  |                                                 |  |  |  |  |  |  |  |  |  |  |  |  |  |  |  |
|  | 18. Стефан V Угарски                            |  |  |  |  |  |  |  |  |  |  |  |  |  |  |  |
|  |                                                 |  |  |  |  |  |  |  |  |  |  |  |  |  |  |  |
|  |                                                 |  |  |  |  |  |  |  |  |  |  |  |  |  |  |  |
|  | 9. Ана Угарска                                  |  |  |  |  |  |  |  |  |  |  |  |  |  |  |  |
|  |                                                 |  |  |  |  |  |  |  |  |  |  |  |  |  |  |  |
|  |                                                 |  |  |  |  |  |  |  |  |  |  |  |  |  |  |  |
|  | 19. Јелисавета Куманка                          |  |  |  |  |  |  |  |  |  |  |  |  |  |  |  |
|  |                                                 |  |  |  |  |  |  |  |  |  |  |  |  |  |  |  |
|  |                                                 |  |  |  |  |  |  |  |  |  |  |  |  |  |  |  |
|  | 2. Андроник III Палеолог                        |  |  |  |  |  |  |  |  |  |  |  |  |  |  |  |
|  |                                                 |  |  |  |  |  |  |  |  |  |  |  |  |  |  |  |
|  |                                                 |  |  |  |  |  |  |  |  |  |  |  |  |  |  |  |
|  | 20. Хетум I                                     |  |  |  |  |  |  |  |  |  |  |  |  |  |  |  |
|  |                                                 |  |  |  |  |  |  |  |  |  |  |  |  |  |  |  |
|  |                                                 |  |  |  |  |  |  |  |  |  |  |  |  |  |  |  |
|  | 10. Лав II Јерменски                            |  |  |  |  |  |  |  |  |  |  |  |  |  |  |  |
|  |                                                 |  |  |  |  |  |  |  |  |  |  |  |  |  |  |  |
|  |                                                 |  |  |  |  |  |  |  |  |  |  |  |  |  |  |  |
|  | 21. Zabel of Armenia                            |  |  |  |  |  |  |  |  |  |  |  |  |  |  |  |
|  |                                                 |  |  |  |  |  |  |  |  |  |  |  |  |  |  |  |
|  |                                                 |  |  |  |  |  |  |  |  |  |  |  |  |  |  |  |
|  | 5. Рита од Јерменије                            |  |  |  |  |  |  |  |  |  |  |  |  |  |  |  |
|  |                                                 |  |  |  |  |  |  |  |  |  |  |  |  |  |  |  |
|  |                                                 |  |  |  |  |  |  |  |  |  |  |  |  |  |  |  |
|  | 22. Prince Hethum of Lampron                    |  |  |  |  |  |  |  |  |  |  |  |  |  |  |  |
|  |                                                 |  |  |  |  |  |  |  |  |  |  |  |  |  |  |  |
|  |                                                 |  |  |  |  |  |  |  |  |  |  |  |  |  |  |  |
|  | 11. Keran of Armenia                            |  |  |  |  |  |  |  |  |  |  |  |  |  |  |  |
|  |                                                 |  |  |  |  |  |  |  |  |  |  |  |  |  |  |  |
|  |                                                 |  |  |  |  |  |  |  |  |  |  |  |  |  |  |  |
|  | 1. Јован V Палеолог                             |  |  |  |  |  |  |  |  |  |  |  |  |  |  |  |
|  |                                                 |  |  |  |  |  |  |  |  |  |  |  |  |  |  |  |
|  |                                                 |  |  |  |  |  |  |  |  |  |  |  |  |  |  |  |
|  | 24. Тома I од Савоје                            |  |  |  |  |  |  |  |  |  |  |  |  |  |  |  |
|  |                                                 |  |  |  |  |  |  |  |  |  |  |  |  |  |  |  |
|  |                                                 |  |  |  |  |  |  |  |  |  |  |  |  |  |  |  |
|  | 12. Thomas II, Count of Piedmont                |  |  |  |  |  |  |  |  |  |  |  |  |  |  |  |
|  |                                                 |  |  |  |  |  |  |  |  |  |  |  |  |  |  |  |
|  |                                                 |  |  |  |  |  |  |  |  |  |  |  |  |  |  |  |
|  | 25. Маргарита од Женеве                         |  |  |  |  |  |  |  |  |  |  |  |  |  |  |  |
|  |                                                 |  |  |  |  |  |  |  |  |  |  |  |  |  |  |  |
|  |                                                 |  |  |  |  |  |  |  |  |  |  |  |  |  |  |  |
|  | 6. Амедео V од Савоје                           |  |  |  |  |  |  |  |  |  |  |  |  |  |  |  |
|  |                                                 |  |  |  |  |  |  |  |  |  |  |  |  |  |  |  |
|  |                                                 |  |  |  |  |  |  |  |  |  |  |  |  |  |  |  |
|  | 26. Teodoro III Fieschi of Lavagna              |  |  |  |  |  |  |  |  |  |  |  |  |  |  |  |
|  |                                                 |  |  |  |  |  |  |  |  |  |  |  |  |  |  |  |
|  |                                                 |  |  |  |  |  |  |  |  |  |  |  |  |  |  |  |
|  | 13. Beatrice di Fieschi                         |  |  |  |  |  |  |  |  |  |  |  |  |  |  |  |
|  |                                                 |  |  |  |  |  |  |  |  |  |  |  |  |  |  |  |
|  |                                                 |  |  |  |  |  |  |  |  |  |  |  |  |  |  |  |
|  | 27. Simone della Volta                          |  |  |  |  |  |  |  |  |  |  |  |  |  |  |  |
|  |                                                 |  |  |  |  |  |  |  |  |  |  |  |  |  |  |  |
|  |                                                 |  |  |  |  |  |  |  |  |  |  |  |  |  |  |  |
|  | 3. Ана Савојска                                 |  |  |  |  |  |  |  |  |  |  |  |  |  |  |  |
|  |                                                 |  |  |  |  |  |  |  |  |  |  |  |  |  |  |  |
|  |                                                 |  |  |  |  |  |  |  |  |  |  |  |  |  |  |  |
|  | 28. Хенри III, војвода Брабанта                 |  |  |  |  |  |  |  |  |  |  |  |  |  |  |  |
|  |                                                 |  |  |  |  |  |  |  |  |  |  |  |  |  |  |  |
|  |                                                 |  |  |  |  |  |  |  |  |  |  |  |  |  |  |  |
|  | 14. Јован I, војвода Брабанта                   |  |  |  |  |  |  |  |  |  |  |  |  |  |  |  |
|  |                                                 |  |  |  |  |  |  |  |  |  |  |  |  |  |  |  |
|  |                                                 |  |  |  |  |  |  |  |  |  |  |  |  |  |  |  |
|  | 29. Аделаида од Бургундије, Duchess of Brabant  |  |  |  |  |  |  |  |  |  |  |  |  |  |  |  |
|  |                                                 |  |  |  |  |  |  |  |  |  |  |  |  |  |  |  |
|  |                                                 |  |  |  |  |  |  |  |  |  |  |  |  |  |  |  |
|  | 7. Марија од Брабанта                           |  |  |  |  |  |  |  |  |  |  |  |  |  |  |  |
|  |                                                 |  |  |  |  |  |  |  |  |  |  |  |  |  |  |  |
|  |                                                 |  |  |  |  |  |  |  |  |  |  |  |  |  |  |  |
|  | 30. Ги од Дампјера                              |  |  |  |  |  |  |  |  |  |  |  |  |  |  |  |
|  |                                                 |  |  |  |  |  |  |  |  |  |  |  |  |  |  |  |
|  |                                                 |  |  |  |  |  |  |  |  |  |  |  |  |  |  |  |
|  | 15. Маргарета од Фландрије, војвоткиња Брабанта |  |  |  |  |  |  |  |  |  |  |  |  |  |  |  |
|  |                                                 |  |  |  |  |  |  |  |  |  |  |  |  |  |  |  |
|  |                                                 |  |  |  |  |  |  |  |  |  |  |  |  |  |  |  |
|  | 31. Matilda of Bethune                          |  |  |  |  |  |  |  |  |  |  |  |  |  |  |  |
|  |                                                 |  |  |  |  |  |  |  |  |  |  |  |  |  |  |  |
|  |                                                 |  |  |  |  |  |  |  |  |  |  |  |  |  |  |  |